# Jana Smidakova
Jana Smidakova, född den 6 november 1983, är en spansk kanotist.
Hon tog bland annat VM-silver i K-4 200 meter i samband med sprintvärldsmästerskapen i kanotsport 2003 i Gainesville, Georgia.